# Soft Leaves
Soft Leaves is een Belgische coming-of-age-film uit 2025, geschreven en geregisseerd door Miwako Van Weyenberg in haar filmregiedebuut. De hoofdrollen worden vertolkt door Geert Van Rampelberg, Masako Tomita, Kaito Defoort, Lill Berteloot en Sara Hamasaki.

## Verhaal
Yuna’s ouders zijn gescheiden toen ze klein was en ze woont samen met haar vader nadat haar moeder terugging naar Japan en daar een nieuw gezin stichtte. Wanneer haar vader na een zware val ernstig gewond geraakt, staan de elfjarige Yuna en haar broer Kai er alleen voor. Haar moeder komt samen met een halfzus die Yuna amper kent terug naar België om voor hen te zorgen. Yuna heeft veel moeite met deze situatie en terwijl haar vader herstellende is, leert ze haar nieuwe familie beter kennen.

## Rolverdeling
| Acteur               | Personage          |
| -------------------- | ------------------ |
| Geert Van Rampelberg | Julien             |
| Masako Tomita        | Aika               |
| Kaito Defoort        | Kai                |
| Lill Berteloot       | Yuna               |
| Sara Hamasaki        | Otoka              |
| Lauren Müller        | Duitse polieagente |

## Productie
Soft Leaves is het speelfilmregiedebuut van de Belgisch-Japanse Miwako Van Weyenberg , na verscheidene korte films zoals Zomerregen uit 2017. Voor de casting van de jonge acteurs ging ze zelf op zoek in de Belgisch-Japanse community. Zowel Lill Berteloot als Kaito Defoort en Sara Hamasaki hadden geen enkele acteerervaring.

## Release en ontvangst
Soft Leaves ging op 1 februari 2025 in première op het Internationaal Film Festival Rotterdam in de Big Screen Competition. De film werd ook geselecteerd voor de SOON!-competitie van het Filmfestival Oostende.

## Prijzen en nominaties
De belangrijkste:
| Jaar | Prijs                                  | Categorie        | Genomineerde(n)      | Uitslag     |
| ---- | -------------------------------------- | ---------------- | -------------------- | ----------- |
| 2025 | Internationaal Film Festival Rotterdam | Big Screen Award | Miwako Van Weyenberg | Genomineerd |